# سيدريك بونير
سيدريك بونير (بالإنجليزية: Cedric Bonner)‏ هو لاعب كرة قدم أمريكية أمريكي، ولد في 14 ديسمبر 1978 في دالاس في الولايات المتحدة.